# Фёдоровское (Небыловское сельское поселение)
Фёдоровское — село в Юрьев-Польском районе Владимирской области России, входит в состав Небыловского сельского поселения.

## География
Село расположено на берегу речки Тома в 9 км на северо-запад от центра поселения села Небылое и в 18 км на юго-восток от райцентра города Юрьев-Польский близ автодороги 17А-1 Владимир - Юрьев-Польский - Переславль-Залесский.

## История
В 1678 году владельцем села Федоровское был боярин князь Иван Алексеевич Воротынский.
"За боярином за князем Иваном Алексеевым сыном Воротынским в селе Федоровском крестьяне."
Дочь князя Ивана Алексеевича Воротынского, Анастасия Ивановна, была выдана за князя Петра Алексеевича Голицына, в качестве приданного было дано ей село Федоровское, которое после ее смерти в 1691 году унаследовал ее супруг П.А.Голицын.
1-я ревизская сказка 1719 года: «За князь Николаем Петровым сыном Голицыным, что в поданной сказке написанной за отцем ево князь Петром Алексеевичем Голицыным в селе Федоровском церковь во имя Покрова Пресвятыя Богородицы.»  До 1869 году церковь в селе была деревянная с одним престолом — в честь Рождества Пресвятой Богородицы, в этом же году церковь сгорела со всем своим имуществом. Вместо сгоревшей деревянной церкви прихожане 21 мая 1869 года заложили каменную церковь, к сентябрю месяцу была построена теплая трапеза, а 26 октября в ней был освящен престол — в честь Рождества Пресвятой Богородицы. 21 мая 1870 года была начата постройка холодной церкви и колокольни. В 1873 году устроен был и освящен второй престол в трапезе — в честь Покрова Пресвятой Богородицы, в 1874 году построен и освящен в холодной церкви главный престол — в честь Воскресения Христова. В 1880 году церковь и колокольня на средства прихожан обнесены каменной оградой. В 1893 году приход состоял из одного села, в котором числилось 65 дворов, мужчин — 196, женщин — 245.
В конце XIX — начале XX века село входило в состав Никульской волости Юрьевского уезда.
С 1929 года село входило в состав Никульского сельсовета Юрьев-Польского района, с 1935 по 1963 год — в составе Небыловского района, с 1977 года — центр Федоровского сельсовета Юрьев-Польского района, с 2005 года в составе — Небыловского сельского поселения.

## Население
| 1859 | 1905 | 2002 | 2010 | 2021 |
| ---- | ---- | ---- | ---- | ---- |
| 345  | ↗416 | ↗621 | ↗631 | ↘613 |

## Инфраструктура
В селе расположены сельский клуб, МБОУ «Фёдоровская основная общеобразовательная школа» (открыта в 1977 году), МБДОУ «Детский сад №32», фельдшерско-акушерский пункт, отделение связи, сельхозпредприятие СПК «Леднево».

## Известные уроженцы
- Алферьев, Пётр Фёдорович (1893—1942) — советский военачальник, генерал-майор.
- Карабинов, Иван Алексеевич (1878—1937) — литургист, профессор Санкт-Петербургской духовной академии.